# Język yale-kosarek
Język yale-kosarek, także: kosarek, yale, in-lom, wanam – język transnowogwinejski używany w indonezyjskiej prowincji Papua, w rejonie gór wschodnich. Należy do grupy języków mek. Nazwa „mek” (oznaczająca wodę lub rzekę) określa szereg pokrewnych języków i kultur w regionie.
Według danych z 1993 roku posługuje się nim 2300 osób. Nieliczni członkowie społeczności znają język indonezyjski.
Katalog Ethnologue wyróżnia trzy dialekty: kosarek, gilika (kilika), tiple. Dialekt gilika był wcześniej klasyfikowany jako odrębny język.
Został opisany w postaci słownika z 1992 r., w którym zawarto też skrótowe opracowanie gramatyczne. Jest zapisywany alfabetem łacińskim.